# 露天矿街道
露天矿街道，是中华人民共和国广东省茂名市茂南区下辖的一个乡镇级行政单位。

## 行政区划
露天矿街道下辖以下地区：
罗村社区、新发社区、采矿社区、茂油矿南社区服务站和茂油大园社区服务站。